# Serbowka
Serbowka (Serbówka) – łużycka organizacja katolickich studentów i gimnazjalistów założona na Słowiańskim Seminarium w Pradze w roku 1846. Należeli do niej serbscy intelektualiści tacy jak Michał Hórnik, Jakub Bart-Ćišinski, Mikławš Andricki, Jakub Buk czy Józef Nowak.

## Literatura
- Zdeněk Boháč: Pražský studentský spolek Serbowka koncem 19. století [Der Prager Studentenbund Serbowka am Ende des 19. Jahrhunderts]. In: Lětopis 42. 1 (1995), S. 14-16
- Grażyna Wyder: Towarzystwo łużyckich studentów „Serbowka“ w Pradze (1846–1953). W: Rocznik Lubuski. Zielona Góra 28(2002)1., S.141–147